# Zhang Zai

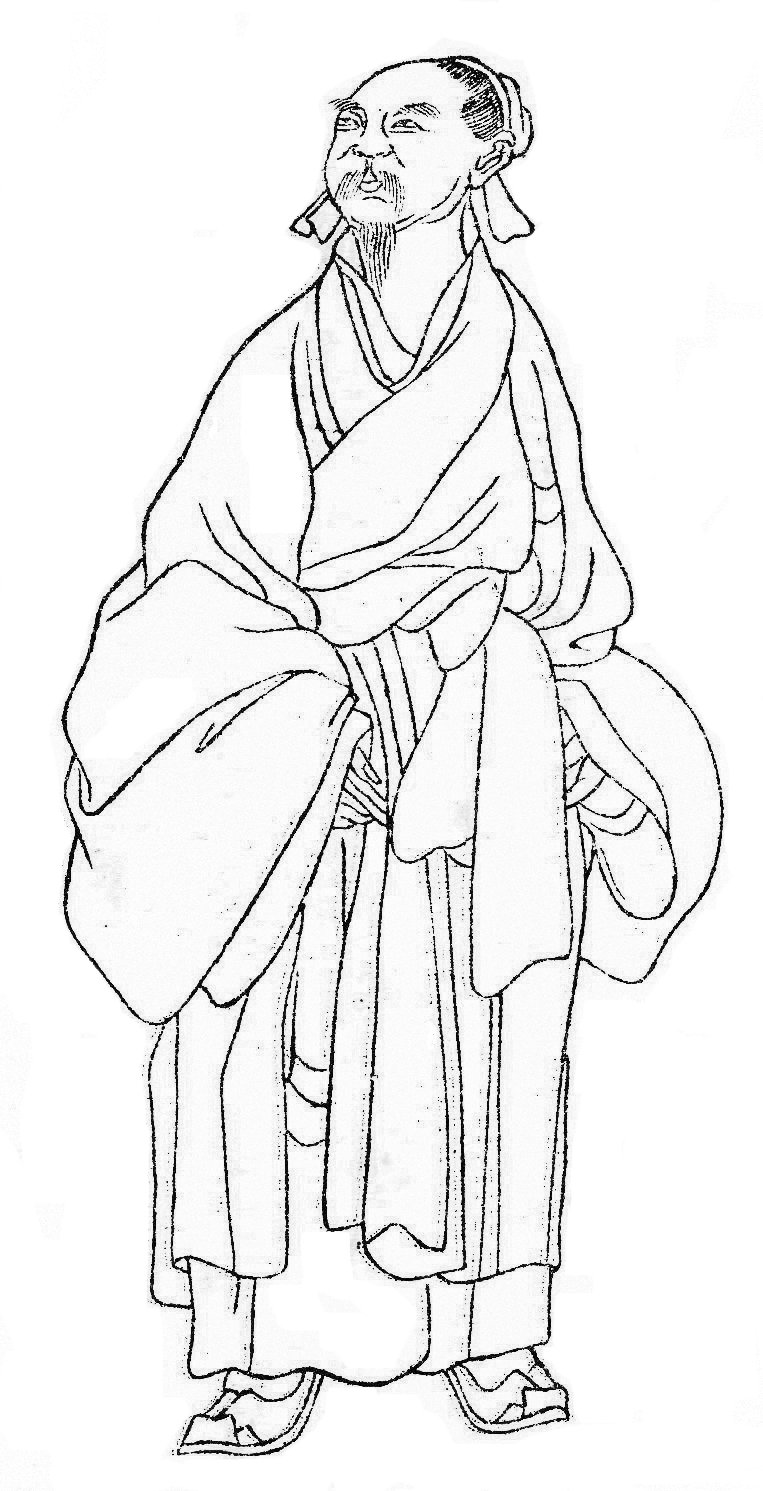
Zhang Zai

Zhang Zai (chinesisch 張載/张载, Pinyin Zhāng Zài, W.-G. Chang Tsai; geboren 1020; gestorben 1077) war ein chinesischer neokonfuzianischer Moralphilosoph und Kosmologe aus der Zeit der Nördlichen Song-Dynastie.

## Übersetzung
- Chang Tsai: Rechtes Auflichten. Cheng-meng. Aus dem Chinesischen übertragen und mit Einführung, analytischem Kommentar, Quellennachweisen, Literaturhinweisen und Indices herausgegeben von Michael Friedrich, Michael Lackner und Friedrich Reimann. Hamburg: Meiner, 1996. (= Philosophische Bibliothek; 419). ISBN 978-3-7873-0935-1

## Sekundärliteratur
- Anne Cheng: Histoire de la pensée chinoise. Paris 1997, S. 423 ff.
- Werner Eichhorn: Die Westinschrift des Chang Tsai: ein Beitrag zur Geistesgeschichte der nördlichen Sung. Leipzig : Brockhaus, 1937
- Stéphane Feuillas: Rejoindre le ciel. Nature et morale dans le Zhengmeng de Zang Zai (1020-1078). Dissertation, Paris VII, 1996
- I. Kasoff: The Thought of Chang Tsai (1020-1070). New Edition, Cambridge University Press, 2002, ISBN 0-521-52947-6
- Wolfgang Ommerborn: Die Einheit der Welt. Die Qi-Theorie des Neo-Konfuzianers Zhang Zai (1020 - 1077). Grüner, Amsterdam [u. a.] 1996 (= Bochumer Studien zur Philosophie; 23)